# Bom Progresso
Bom Progresso is een gemeente in de Braziliaanse deelstaat Rio Grande do Sul. De gemeente telt 2.404 inwoners (schatting 2009).

## Verkeer en vervoer
De plaats ligt aan de wegen BR-468, BR-472 en RS-207.